# Iulian Teodosiu
Iulian Robert Teodosiu (n. 30 septembrie 1994, Slobozia, Ialomița, România) este un scrimer român specializat pe sabie, vicecampion mondial pe echipe în 2013. 

## Carieră
Teodosiu a început scrima la vârsta de nouă ani, după ce antrenori din CSS Slobozia au venit la școala sa. Descrie această experiență ca „dragoste la prima vedere”. A practicat sabie împreuna cu viitorul coleg de lot olimpic, Alin Badea, sub conducerea antrenorilor Marin Mihăiță și Marius Pușcașu.
La vârsta de optsprezece ani a intrat în lotul olimpic a României după ce trei dintre cei patru membri echipei vicecampioane la Londra 2012 s-au retras. Sub conducerea lui Tiberiu Dolniceanu, echipa remaniată a cucerit medalia de bronz la prima sa competiție cu noua componență, la etapa de Cupă Mondială de la Madrid. A fost selecționat ca rezervă de antrenorul național Mihai Covaliu pentru Campionatul Mondial din 2013. La individual a fost eliminat în primul tur de belarusul Valeri Priiomka. La proba pe echipe România a trecut succesiv de Australia, Polonia și Ungaria, apoi a întâlnit Belarus în semifinală. Teodosiu a urcat pe planșa la 30–24 pentru Belarus și l-a învins 11–4 pe Aliaksei Lihaceuski, aducând avantajul pentru România, care a câștigat eventual, scorul fiind 45–44. România a pierdut cu Rusia în finală și s-a mulțumit cu argintul.
În sezonul 2013-2014 s-a transferat la CS Dinamo București în același timp ca un coleg de lot olimpic, ieșeanul Ciprian Gălățanu. Cu noul club său a fost laureat cu aur la Cupa Europei la Gödöllő, închizând meciul împotriva gazdelor, Vasas SC, după ce căpitanul Dolniceanu său s-a accidentat. La Campionatul European din 2014 de la Strasbourg a fost eliminat în primul tur de maghiarul Tamás Decsi. La proba pe echipe România a întâlnit Belarus în sferturi de finală. Teodosiu a întrat în ultimul releu în locul accidentatului Alin Badea la 40–42 împotriva României, dar nu a putut să-l împiedice pe Lihaceuski să câștige meciul cu scor 45–41. România a încheiat competiția pe locul cinci. La Campionatul Mondial din 2014 de la Kazan Teodosiu a fost eliminat în primul tur de campionul mondial, rusul Veniamin Reșetnikov. La proba pe echipe România a întâlnit echipa campioană olimpică, Coreea de Sud, în sferturi de finală. Teodosiu a adus repede avantajul și l-a mărit mai târziu împotriva lui Won Woo-young, dar România a fost învinsă în cele din urma și s-a clasat pe locul șapte.

## Palmares
Clasamentul la Cupa Mondială
| An  | 2013 | 2014 | 2015 |
| --- | ---- | ---- | ---- |
| Loc | 129  | 64   | 47   |

## Viață personală
Teodosiu a absolvit Colegiul National „Mihai Viteazul” din Slobozia. Urmează studii de psihologia.

## Legături externe
- Materiale media legate de Iulian Teodosiu la Wikimedia Commons
- Iulian Teodosiu la Comitetul Olimpic și Sportiv Român (arhivat)
- Prezentare Arhivat în 3 aprilie 2015, la Wayback Machine. la Confederația Europeană de Scrimă
- en Iulian Teodosiu la Olympedia.org